# Рінге (Німеччина)
Рінге (нім. Ringe) — громада в Німеччині, розташована в землі Нижня Саксонія. Входить до складу району Графство Бентгайм. Складова частина об'єднання громад Емліхгайм.
Площа — 35,32 км2. Населення становить 1973 ос. (станом на 31 грудня 2021).

## Галерея

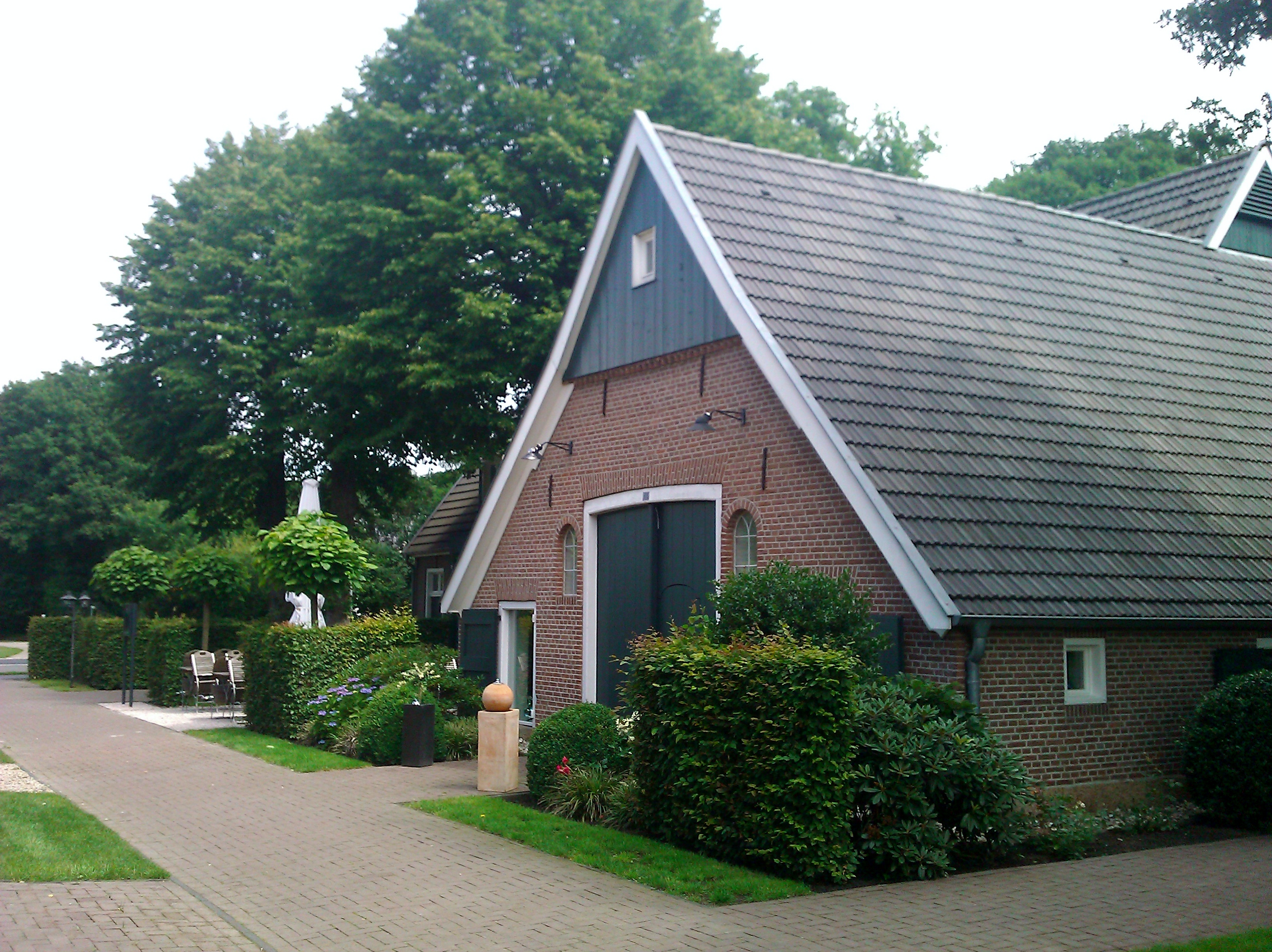